# Ярославка (Челябинская область)
Яросла́вка — деревня в Чебаркульском районе Челябинской области России. Входит в состав Варламовского сельского поселения.

## География
Деревня находится в центральной части Челябинской области, в лесостепной зоне, к юго-востоку от реки Увелька, на расстоянии примерно 45 км (по прямой) к юго-востоку от города Чебаркуль, административного центра района. Абсолютная высота — 304 м над уровнем моря.
Часовой пояс
Деревня Ярославка, как и вся Челябинская область, находится в часовой зоне МСК+2. Смещение применяемого времени относительно UTC составляет +5:00.

## Население
| 1970 | 2002 | 2010 |
| ---- | ---- | ---- |
| 113  | ↘14  | ↘9   |

Гендерный состав
По данным Всероссийской переписи населения 2010 года, в гендерной структуре населения мужчины составляли 33,3 %, женщины — соответственно 66,7 %.
Национальный состав
Согласно результатам переписи 2002 года, в национальной структуре населения русские составляли 79 %.

## Улицы
- ул. Лесная,
- ул. Центральная,
- ул. Ярославская[7].